# Coraline Jones
Coraline Jones és la protagonista de la novel·la curta Coraline, escrita per Neil Gaiman en 2002, així com de la seva adaptació cinematogràfica animada en stop-motion de 2009, dirigida per Henry Selick. La seva veu és proporcionada per Dakota Fanning.

## Descripció
Coraline és una nena d'11 anys. En la pel·lícula, se la representa amb el pèl blau i sol portar un impermeable i botes grogues, la qual cosa reflecteix el seu esperit aventurer. Els seus trets expressius i la seva vestimenta subratllen la seva individualitat i determinació.
Sentint-se abandonada pels seus ocupats pares i incompresa pels seus excèntrics veïns, descobreix una porta oculta que condueix a un món alternatiu. Aquest "Altre Món" reflecteix el seu propi però ofereix versions aparentment millors de la seva vida, incloent pares atents amb ulls de botó.aviat es desmenteix una fosca realitat, ja que l'altra Mare (Beldam) cerca capturar-la de manera permanent i cosir-li botons en els ulls.
Coraline es caracteritza per la seva curiositat, valentia i enginy. Malgrat enfrontar-se a desafiaments temibles, demostra resiliència i rapidesa de pensament, i sovint utilitza el seu enginy per a superar als seus adversaris. El seu fort sentit de la justícia i l'empatia la impulsen a ajudar als altres, fins i tot amb gran risc personal.
L'aventura de Coraline comença quan troba una petita porta tapada que obre un món paral·lel. Allí coneix la “Una altra Mare”, amable però amb botons per a ulls. Coraline descobreix que roba ànimes i es nega a quedar-se, rescatant els seus pares i tres nens fantasmes.
Coraline escapa de l'Altre Món amb planificació i observació. Després de descobrir que els seus pares i les ànimes de tres nens estan atrapats, desafia a l'altra Mare. Amb una pedra i un gat negre, busca i recupera les ànimes. Finalment, enganya a l'altra Mare i tanca la porta, llencant la clau.